# Anarthrophyllum gayanum
Anarthrophyllum gayanum là một loài thực vật có hoa trong họ Đậu. Loài này được (A.Gray) B.D.Jacks. miêu tả khoa học đầu tiên.